# Nandor Kuti
Nandor Kuti (ur. 10 stycznia 1997 w Sfântu Gheorghe) – rumuński koszykarz, występujący na pozycji niskiego skrzydłowego, reprezentant kraju, obecnie zawodnik U BT Cluż-Napoka.

## Osiągnięcia
Stan na 31 października 2022, na podstawie, o ile nie zaznaczono inaczej.

### Drużynowe
- Mistrz Rumunii (2017, 2021, 2022)
- Brąz ligi rumuńskiej (2019)
- Zdobywca:
  - Pucharu Rumunii (2016–2018, 2020)
  - Superpucharu Rumunii (2016, 2017, 2021)
- Uczestnik międzynarodowych rozgrywek:
  - Ligi Mistrzów (2017/2018, 2021/2022 – TOP 8)
  - FIBA Europe Cup (2017/2018, 2019/2020 – TOP 8)
  - EuroChallenge (2014/2015)

### Reprezentacja
Seniorska
- Uczestnik:
  - mistrzostw Europy (2017 – 23. miejsce)
  - europejskich kwalifikacji do mistrzostw świata (2017–2019 – 26. miejsce)

Młodzieżowe
- Mistrz Europy U–20 dywizji B (2017)
- Uczestnik:
  - mistrzostw Europy dywizji B:
    - U–18 (2014 – 18. miejsce, 2015 – 16. miejsce)
    - U–16 (2012 – 14. miejsce, 2013 – 10. miejsce)
- Zaliczony do I składu mistrzostw Europy U–20 dywizji B (2017)